# Martin Helmig
Martin Helmig (* 28. Juni 1961 in Mannheim) ist ein deutscher Baseballtrainer. Vor seiner Trainerkarriere spielte er als Profisportler Eishockey und Baseball. Helmig gilt als der erfolgreichste deutsche Baseballer.

## Leben

### Karriere als Spieler
Helmig spielte bereits als Kind im Winter Eishockey und im Sommer Baseball. Er kam 1969 zum Mannheimer ERC, wo er bis 1976 Eishockey spielte. Im Jahr darauf wurde er mit dem EV Füssen Deutscher Jugendmeister und von 1978 bis 1980 spielte er für den VfL Bad Nauheim in der Eishockey-Bundesliga.
1981 ging Helmig mit einem Stipendium in die USA und spielte an Colleges in Palm Springs und Riverside Baseball. Danach spielte er in Anzi in der ersten italienischen Liga. Mit den Haarlem Nicols wurde er 1985 niederländischer Meister. Bei den Chicago White Sox und den Baltimore Orioles nahm er am Spring Training für die amerikanischen Minor Leagues teil.
In Deutschland wurde Helmig 1987 mit den Cologne Cardinals als Spielertrainer Deutscher Vizemeister. Mit den Mannheim Amigos konnte er 1992 Deutscher Meister werden. 1994 erreichte er den dritten Platz mit den Leonberg Lobsters. 1995 und 1996 gewann er die Deutsche Meisterschaft mit den Trier Cardinals. 1998 wurde Helmig als drittes Mitglied in die Hall of Fame des Deutschen Baseball und Softball Verbands aufgenommen.

### Karriere als Trainer
1997 begann Helmig als Sportdirektor und Spielertrainer bei den Paderborn Untouchables und führte die Mannschaft zu sechs Deutschen Meisterschaften (1999, 2001–2005).
2008 wechselte er als Trainer zu den Buchbinder Legionären. Mit den Regensburgern gewann er 2008 und 2010–2013 fünf Deutsche Meisterschaften. Im Winter 2011/12 war Helmig noch einmal im Eishockey beim EV Regensburg tätig, zunächst als Motivationscoach, später als hauptverantwortlicher Trainer.
Nach seiner Entlassung bei den Buchbinder Legionären 2014 wechselte Helmig als Sportdirektor zum Baseball Bayernligisten Deggendorf Dragons.
Von Juni 2016 bis 2018 war Helmig Cheftrainer der deutschen Baseballnationalmannschaft.
Ab 2019 übernimmt er den Posten als Trainer und Sportdirektor beim Bayernligisten Garching Atomics.
Seit  Herbst 2022 ist Martin Helmig wieder Headcoach Legionäre Regensburg.

### Persönliches und Familie
Martin Helmig lebt in der Nähe von Regensburg. Er ist verheiratet und hat zwei Kinder. Martin Helmig erhielt 2012 die Christophorus-Medaille für die Beteiligung an der Rettung einer Mutter und ihres 7-jährigen Sohnes aus der Naab. Helmigs Vater Claus T. Helmig erhielt 1956 als erster Deutscher einen Profivertrag in einem Farmteam der Baltimore Orioles und wurde 2006 in die deutsche Baseball Hall of Fame aufgenommen. Auch sein Onkel Jürgen C. Helmig ist Mitglied der deutschen Hall of Fame.